# Codex de Léningrad

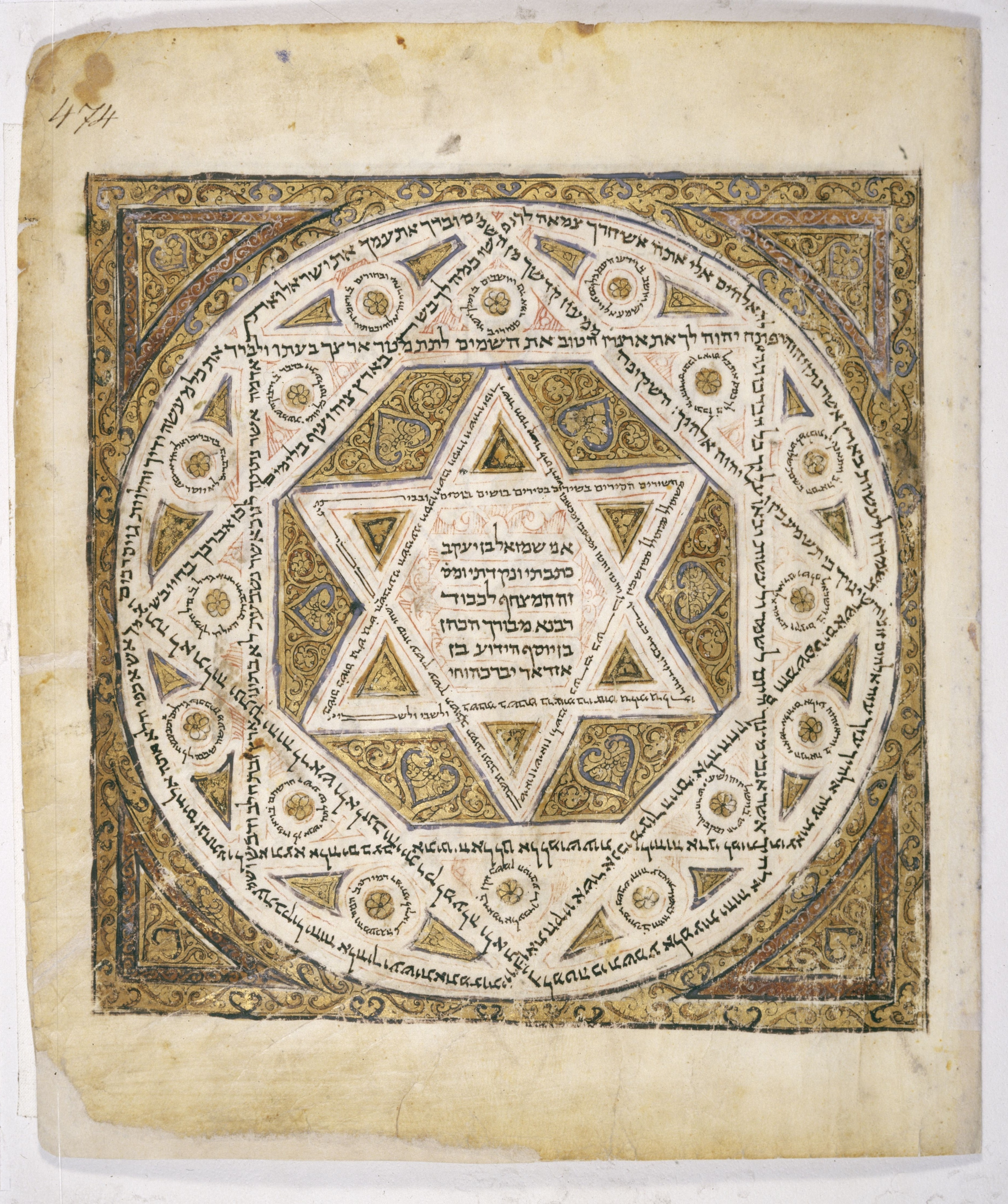
La page de Couverture du Codex de Léningrad (page de Couverture E, folio 474a) est un exemple d'art juif médiéval, montrant une étoile portant les noms des scribes sur les côtés et une dédicace en son milieu.

Le Codex de Léningrad (Codex Leningradensis), daté en 1008 de notre ère, est la plus ancienne copie du texte massorétique de la Bible hébraïque subsistant dans son entièreté. Il a, selon son colophon, été écrit sur base du Codex d'Alep, rédigé quelques décennies plus tôt, mais dont certaines pièces ont été endommagées ou manquent depuis 1947.
Le Codex de Léningrad a servi de base à la Biblia hebraica en 1937 et à la Biblia Hebraica Stuttgartensia en 1977, qui en sont une transcription presque exacte. Il sert également de source primaire pour les chercheurs tentant de reconstituer les détails de la partie manquante du Codex d'Alep.

## Contenu
Le texte biblique, tel qu'écrit dans ce codex, comprend le texte hébraïque avec les diacritiques de vocalisation (nikkoud) et de cantillation d'après la Massore tibérienne. Il comporte en outre des notes massorétiques en marge. Divers suppléments techniques traitant de détails textuels et linguistiques figurent, pour la plupart sous forme géométrique élaborée. Ce codex est rédigé sur parchemin et relié en cuir.
L'ordre des Livres du Codex de Léningrad suit la tradition textuelle tibérienne, et diffère de celui des manuscrits bibliques sépharades (sur lesquels sont basées les éditions courantes) dans sa section Ketouvim. Dans le Codex de Léningrad, l'ordre des Ketouvim est : Chroniques, Psaumes, Job, Proverbes, Ruth, Cantique des Cantiques, Ecclésiaste, Lamentations, Esther, Daniel, Ezra-Néhémie, alors que dans les éditions courantes, les Chroniques ne précèdent pas les Psaumes et Job suit les Proverbes.
Le manuscrit, demeuré extraordinairement bien conservé après un millénaire, comporte également des exemples d'art juif médiéval. Seize pages contiennent des dessins géométriques décoratifs qui éclairent des passages du texte.

## Histoire

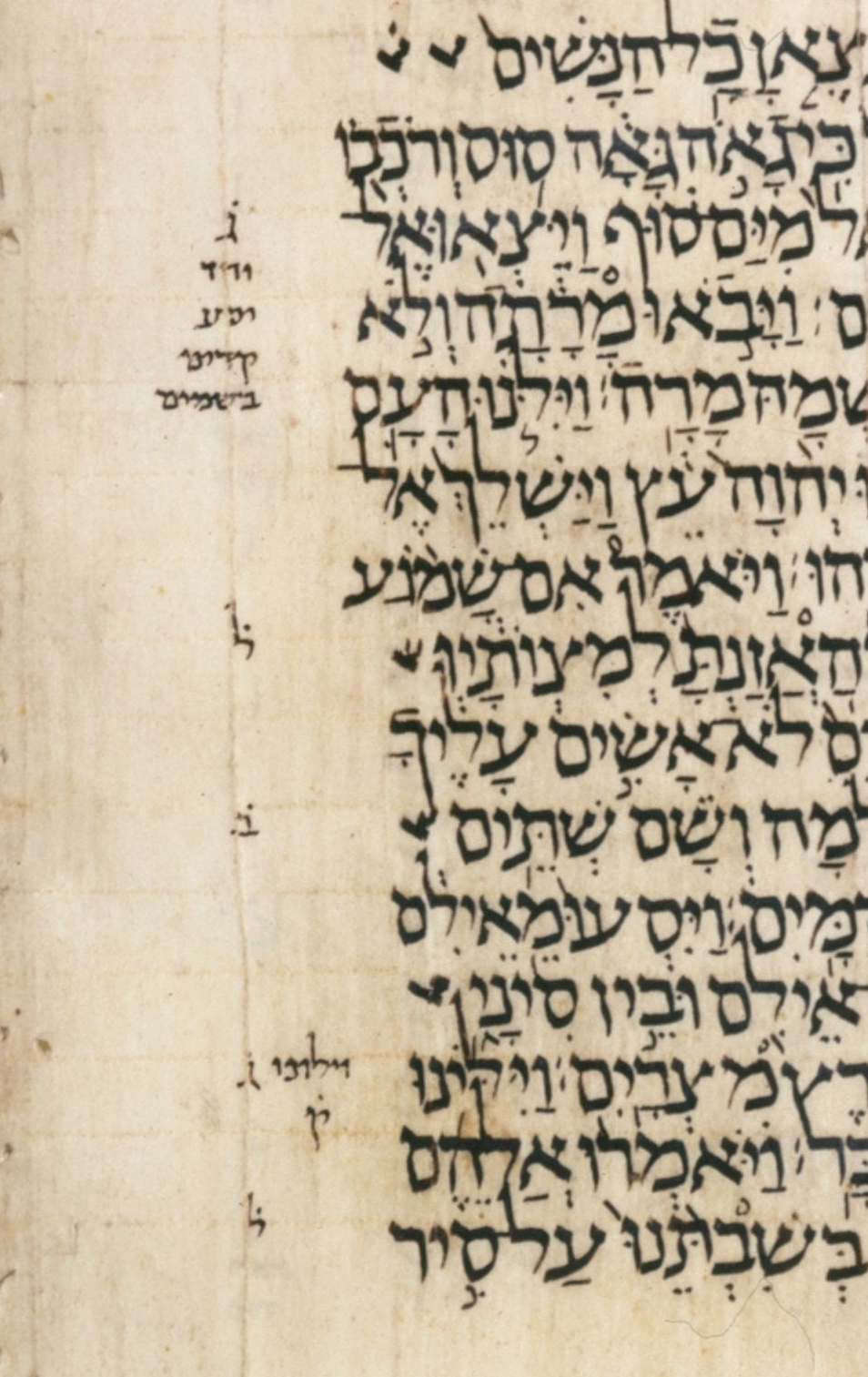
Un échantillon du Codex de Léningrad.

D'après son colophon, le Codex de Léningrad aurait été copié en 1008 EC au Caire à partir de manuscrits d'Aharon ben Moshe ben Asher et vendu à la communauté karaïte de Damas en 1489 EC. Bien qu'il ait été affirmé qu'il avait été réalisé dans le scriptorium de Ben Asher lui-même, il n'y a aucune preuve que ce dernier l'ait jamais eu sous les yeux. Fait exceptionnel pour un codex massorétique, c'est le même copiste, Samuel ben Jacob, qui écrit les consonnes, les voyelles et les notes massorétiques.
Le Codex de Léningrad serait le manuscrit le plus fidèle à la tradition de Ben Asher, à l'exception du Codex d'Alep, écrit de la main de Ben Asher lui-même. Le manuscrit portant de nombreuses altérations et effacements, Moshe Goshen-Gottstein a suggéré que le Codex de Léningrad fut d'abord écrit indépendamment des règles de Ben Asher, puis lourdement amendé pour s'y conformer.
Il est actuellement conservé à la Bibliothèque nationale russe, sous le nom de catalogue Firkovich B 19 A. Son précédent propriétaire, le collectionneur karaïme Abraham Firkovich, n'avait laissé dans ses papiers aucune indication sur la façon dont il avait acquis ce codex, lequel fut transféré à Odessa en 1838 et porté plus tard à la Bibliothèque impériale de Saint-Pétersbourg.

## Le nom du Codex de Léningrad
Le Codex de Léningrad — un codex, et non un rouleau — est ainsi nommé parce qu'il est conservé depuis 1863 à la Bibliothèque nationale russe de Saint-Pétersbourg. Originellement connu comme Codex Petropolitanus ou Codex de Saint-Pétersbourg, il fut rebaptisé Codex de Léningrad à la suite de la révolution russe. Après la dissolution de l'Union soviétique, cette appellation fut conservée à la demande de la Bibliothèque.

## Éditions modernes

### Biblia hebraica
En 1935, le Codex de Léningrad fut prêté au Séminaire d'Ancien testament de l'université de Leipzig pour deux ans, pendant lesquels Paul Kahle supervisa sa transcription pour le texte hébraïque de la troisième édition de la Biblia hebraica Kittel (BHK, publiée à Stuttgart en 1937). Ce codex fut encore utilisé pour la Biblia Hebraica Stuttgartensia (BHS, en 1977) et le sera pour la Biblia Hebraica Quinta (BHQ).
Étant le travail original de massorètes tibériens, le manuscrit précède de plusieurs siècles les manuscrits hébreux utilisés pour les éditions antérieures à la BHK.
Le Westminster Leningrad Codex est une version numérique de la BHS mise en ligne et maintenue par le Centre J. Alan Groves pour la Recherche biblique avancée au Westminster Theological Seminary. Cette version électronique est relue, vérifiée et corrigée, et inclut des notes de transcription et des outils d'analyse de syntaxe.

### Éditions juives
Le Codex de Léningrad a également servi de base pour deux grandes éditions juives de la Bible Hébraïque (Tanakh) :
- L'édition Dotan, réimprimée avec un bref commentaire et distribuée en masse aux soldats. Cette édition fut le Tanakh officiel des Forces de défense israéliennes au cours des années 1990.
- La JPS Hebrew-English Tanakh (éditée en Philadelphie en 1999).

Pour des points précis de massorah, les chercheurs juifs et israéliens montrent une prédilection marquée pour les éditions hébraïques modernes basées sur le codex d'Alep. Ces éditions utilisent le codex de Léningrad comme source la plus importante (mais non la seule) afin de reconstituer les parts manquantes du Codex d'Alep depuis 1947.